# Vadmacska (teleregény)
A Vadmacska (eredeti címen Gata Salvaje) 2002 és 2003 között vetített amerikai telenovella, amelyet Alberto Gómez alkotott. Az 1987-es Rosa salvaje (Vadrózsa) című mexikói telenovella remake-je. A főbb szerepekben Marlene Favela, Mario Cimarro, Carolina Tejera, Osvaldo Ríos és Aura Cristina Geithner látható. 
Amerikában a Univisión 2002. május 28-án mutatta be. Magyarországon a Viasat 3 tűzte műsorára a sorozatot 2005. január 3-án. 2019. július 22-én az Izaura TV is bemutatta, felújított szinkronnal.

## Cselekmény
Rosaura Ríos (Marlene Favela) egy szegény sorban élő, nagyon kedves, gyönyörű, határozott jellemű lány. Egy kis házban él az Arismendi-birtok mellett részeges apjával, Anselmóval (Julio Alcázar), mostohaanyjával, María Juliával (Frances Ondiviela), mostohatestvéreivel, Karinával (Adamari López) és Ivánnal (Ismael la Rosa), valamint féltestvérével, Mayritával (Sandra Itzel). Édesanyját, Gabrielát sosem láthatta, mivel a születésekor meghalt. Nappal ételeket árul a munkásoknak, este pedig egy diszkóban dolgozik felszolgálóként, mert csak így tudja eltartani a családját. Nem is sejti, hogy valójában egy gazdag család leszármazottja.
Az Arismendi birtokon él a tulajdonos, Luis Mario (Mario Cimarro), nővérével, Eduardával (Mara Croatto), húgával, Jimenával (Silvana Arias) és unokatestvérével, Luisanával (Ana Karina Casanova). Luis Mario élete pokolban hever, ugyanis felesége, Camelia (Marjorie de Sousa) két évvel ezelőtt tragikus körülmények között eltűnt egy hajóbalesetben. A család közben az anyagi csőd szélére sodródott, amit Eduarda úgy próbál meg kiköszörülni, hogy összeboronálja bátyját a gazdag Eva Granadosszal (Carolina Tejera), remélvén, hogy ezzel a család kijuthat a szorult helyzetből.
Azonban Luis Mario egy véletlen repülőgép-balesetnek köszönhetően megismeri Rosaurát és az események csak ekkor kezdődnek.

## Szereplők
| Színész                | Szereplő                          | Magyar hang (Viasat 3) | Magyar hang (Izaura TV) |
| ---------------------- | --------------------------------- | ---------------------- | ----------------------- |
| Marlene Favela         | Rosaura Ríos Olivares "Vadmacska" | Kéri Kitty             | Sipos Eszter Anna       |
| Mario Cimarro          | Luis Mario Arismendi              | Juhász György          | Szabó Máté              |
| Carolina Tejera        | Eva Granados                      | Törtei Tünde           | Györfi Laura            |
| Ariel López Padilla    | Patricio Rivera Salazar           | Kárpáti Levente        | Gubányi György István   |
| Marjorie de Sousa      | Camelia Valente                   | Kiss Virág             | Laurinyecz Réka         |
| Mara Croatto           | Eduarda Arismendi                 | Nyírő Beáta            | Kelemen Kata            |
| Aura Cristina Geithner | Maribella Tovar                   | Rudolf Teréz           | Solecki Janka           |
| Sergio Catalán         | Gabriel Valencia                  | Stern Dániel           | Kádár-Szabó Bence       |
| Adamari López          | Karina Ríos Rodríguez             | Simonyi Piroska        | Pekár Adrienn           |
| Charlie Massó          | Rodrigo                           | Seder Gábor            | Szrna Krisztián         |
| Ana Karina Casanova    | Luisana Montero Arismendi Sirena  | Mics Ildikó            | Bogdányi Titanilla      |
| Frances Ondiviela      | María Julia Rodríguez             | Szórádi Erika          | Zakariás Éva            |
| Viviana Gibelli        | Jacqueline Tovar                  | Frajt Edit             | Détár Enikő             |
| Osvaldo Ríos           | Silvano Santana Castro            | Rosta Sándor           | Pál Tamás               |
| Fernando Carrera       | Rafael Granados                   | Breyer Zoltán          | Kárpáti Levente         |
| Julio Alcázar          | Anselmo Ríos                      | Cs. Németh Lajos       | Várkonyi András         |
| Liliana Rodríguez      | Francisca 'Panchita' López        | Kerekes Andrea         | Sági Tímea              |
| Hada Bejar             | Doña Cruz Olivares                | Kassai Ilona           | Zsurzs Kati             |
| Norma Zúñiga           | Caridad Montes                    | Némedi Mari            | Kocsis Mariann          |
| Marisela Buitriago     | Claudia Olivares                  | Incze Ildikó           | Szórádi Erika           |
| Isabel Moreno          | Mercedes Salazar                  | Bokor Ildikó           | Kocsis Judit            |
| Juan Alfonso Baptista  | Bruno Villalta                    | Bartucz Attila         | Moser Károly            |
| Sandro Finoglio        | Maximiliano 'Max' Robles Granados | Kossuth Gábor          | Ágoston Péter           |
| Ismael La Rosa         | Iván Ríos Rodríguez               | Moser Károly           | Kisfalusi Lehel         |
| Sandra Itzel           | Mayra 'Mayrita' Ríos Rodríguez    | Talmács Márta          | Gyarmati Laura          |
| Silvana Arias          | Jimena Arismendi                  | Dögei Éva              | Hermann Lilla           |
| Julio Capote           | Samuel Tejar                      | Csuha Lajos            | Cs. Németh Lajos        |
| Virna Flores           | Minerva Palacios                  | Szabó Gertrúd          | Papp Annamária          |
| Ana Lucía Domínguez    | Adriana Salazar                   | Böhm Anita             | Ruszkai Szonja          |
| César Román            | Imanol Lander                     | Bódy Gergely           | Hám Bertalan            |
| Yolly Domínguez        | Valeria Montemar                  | Bárd Noémi Polli       | Rádai Boglárka          |
| Jéssica Cerezo         | Silvia Granados                   | Pap Katalin            | Csuha Bori              |
| Carlos Cuervo          | Fernando Islas professzor         | Varga Rókus            | Fekete Zoltán           |
| Angie Russian          | Laura 'Laurita' Montemar          | Csondor Kata           | Laudon Andrea           |
| Konstantin Vrotsos     | Leobardito                        |                        | Maszlag Bálint          |
| Carlos Mesber          | Carlos Campesino                  | Mikula Sándor          | Hegedüs Miklós          |
| Christina Dieckmann    | Estrella Marina                   | Haumann Petra          | Bálizs Anett            |
| Diana Quijano          | Sonia                             | Agócs Judit            | Martin Adél             |
| Nelida Ponce           | Fidelia                           | Bókai Mária            | Téglás Judit            |
| Dayana Garroz          | Wendy Torres                      |                        | Vági Viktória           |
| Luisa Castro           | Griselda Ortiz                    | Koncz-Kiss Anikó       | Rácz Zsuzsanna          |
| Rodrigo Vidal          | Guillermo Valencia                | Turi Bálint            | Renácz Zoltán           |
| Ágatha Morazzani       | Rosario 'Charito' Lander          |                        | Vajai Flóra             |
| José Val               | Abel Tapia                        |                        | Sörös Miklós            |
| Silvestre Ramos        | Julio Aldama                      | Seder Gábor            | Király Adrián           |

## Érdekességek
- A sorozat világszerte vegyes megítélést kapott. Egyfelől hatalmas siker volt, de nagyon sok kritika is érte.
- Marlene Favela (Rosaura) és Carolina Tejera (Eva) nem jöttek ki jól a forgatások alatt, többször összetűzésük volt.
- A Vadmacska az 1994-es Marimar és az 1998-as Camilla című mexikói telenovellák együttes feldolgozása. Érdekesség, hogy a Camilla című sorozatban is játszott Adamari López, ott ő alakította a főgonosz Mónica Iturraldét (itt: az Eva Granados-nak megfelelő szerep). Eduarda karaktere pedig alighanem Angelica a Marimarból.
- Frances Ondiviela játszott a Marimar című telenovellában is, ahol a főszereplő unokatestvérét, Brendát alakította. (itt: a Maria Julia-nak megfelelő karakter)